# Latifa Ibn Ziaten
Latifa Ibn Ziaten, (لطيفة بن زياتين arabiska) född 1 januari 1960 i Tétouan, Marocko är en fransk-marockansk människorättsaktivist. 
Latifa Ibn Ziaten förlorade sin son 2012 i en terrorattack och kom efter det att engagera sig i arbetet med att förebygga extremism. Hon försökte förstå bakgrunden till varför terroristen som mördat hennes son hade radikaliserats. 
Hon grundade organisationen Imad Association for Youth and Peace  som arbetar i franska områden där många unga riskerar att radikaliseras. Det hon arbetar med är interreligiösa samarbeten och hennes arbete har fått stöd av landets utbildningsdepartement. 
År 2016 tilldelades Latifa Ibn Ziaten International Women of Courage Award.